# Josef Rejcha
Josef Reicha (Rejcha) (Chuděnice, 12 februari 1752 – Bonn, 5 maart 1795) was een Tsjechisch cellist, componist en dirigent. Hij was de oom van componist en muziektheoreticus Anton Reicha. 

## Biografie
Josef Reicha werd geboren is het Tsjechische plaatsje Chuděnice, in het district Klatovy. In 1761 verhuisde hij naar Praag, alwaar hij celloles kreeg van Franz Joseph Werner. In 1771 werd Reicha eerste cellist in het orkest van Graaf Kraft Ernst von Oettingen-Wallerstein in de Zwabische stad Harburg. Met twee van de orkestleden, hoboïst Josef Fiala en violist Antonín Janič, toerde hij langs diverse Europese steden. In 1778 bezocht hij Leopold Mozart in Salzburg, alwaar hij musiceerde met Janič en Nannerl Mozart.
Reicha trouwde in 1779, maar het huwelijk bleef kinderloos. In 1780 adopteerde hij zijn neef Anton Reicha, aan wie hij viool- en pianolessen gaf. Deze werd later een bekend componist. In 1785 benoemde aartsbisschop Maximilian Franz hem tot cellist en orkestleider van de hofkapel te Bonn. Andere bekende orkestleden waren Ludwig van Beethoven, die er altviool en orgel speelde, en Nikolaus Simrock, een hoornist die later Reicha’s werk zou uitgeven. In 1789 werd hij dirigent van het nieuwe theaterorkest van Bonn. Hier dirigeerde hij zowel instrumentale muziek als opera’s en religieuze werken van componisten als Pergolesi en Mozart. Lang zou deze aanstelling echter niet duren. In 1791 kreeg hij jicht, waaraan hij in 1795 overleed.

## Muziek
Reicha schreef diverse composities voor orkest en kamermuziekensembles, waaronder symfonieën, concerten (waarvan tien voor cello), en twaalf partita’s voor blaasinstrumenten. De meeste van zijn werken schreef hij vóór zijn vertrek naar Bonn. Zijn werk voor strijkinstrumenten kenmerkt zich door een expressieve, chromatische stijl en een grote virtuositeit die Reicha’s eigen kunnen reflecteert. Zijn stijl beïnvloedde die van zijn neef Anton, alsmede die van de jonge Ludwig van Beethoven. 